# Начальник штаба обороны (Гамбия)
Начальник штаба обороны является главой вооруженных сил Гамбии и назначается президентом.

## Роль
Начальник штаба обороны отвечает за оперативный контроль и управление Вооружёнными силами Гамбии в соответствии со статьей 188 (1) Конституции страны. Имеет постоянное место в Совете национальной безопасности, уполномоченном статьёй 78 конституции, и в Совете вооружённых сил, уполномоченном статьёй 189 конституции. Чтобы назначить или уволить начальника штаба обороны, президент должен сначала проконсультироваться с Советом национальной безопасности. 

## Список
- Полковник Бабукар Джатта, 1999—2004
- Подполковник Винсент Джатта, 2004	2004 г.
- Полковник Асан Сарр, 2004—2005
- Полковник Ндуре Чам, 2005—2006
- Генерал-майор Ланг Томбонг Тамба, 2006—2009
- Генерал-лейтенант Масане Кинте, 9 октября 2009 — 6 июля 2012
- Генерал-лейтенант Усман Баджи, 6 июля 2012 — 17 февраля 2017
- Генерал-лейтенант Масане Кинте, 17 февраля 2017 — 5 марта 2020
- Генерал-лейтенант Янкуба Драмме, с 5 марта 2020

## Заместители
- Масане Кинте, ?–2009
- Янкуба Драмме, 2009
- Усман Баджи, 2009
- Янкуба Драмме, 2009–2010
- Генерал-майор Усман Баджи, 2010–2012
- Вакантно, 2012–2015
- Генерал-майор Янкуба Драмме, 2015–2020